# 安八百梅園
安八百梅園（あんぱちひゃくばいえん）は、岐阜県安八郡安八町にある公園。
梅の名所として知られている。

## 概況
- 1998年（平成10年）4月に開園。中須川沿いにある。
- 3.9haの敷地に、安八町の梅バンクに寄贈された梅木を含む100種、1,200本以上の実梅・花梅がある[1]。梅は早咲きの寒紅梅から始まり、遅咲きの黒田梅、淋子梅までもあり、12月～4月の長期に渡り鑑賞ができる。見ごろは3月～4月。
- 施設の名称は、安八町民からの公募により「100種類以上の梅の香りと美しさを眺める園」という意味が込められている[1]。

## 安八園遊会
開園当初から開催されているイベント。例年3月の第1日曜日（10:00～15:00）に開催されている。
- 元気百梅（よさこい鳴子踊り）
- 写真撮景会
- 俳句コンテスト
- 万葉寄せ植え

など

## 概要
- 住所：岐阜県安八郡安八町外善光3208
- 駐車場：約300台（無料）

## アクセス
- 東海道本線大垣駅南口、名阪近鉄バス大垣駅前バスのりば2、3番のりばから岐阜羽島駅行き「青刈」バス停下車、徒歩15分。
- 3月～4月には安八コミュニティバスが臨時停車する。